# Nero (film fra 1922)
 For alternative betydninger, se Nero (flertydig). (Se også artikler, som begynder med Nero)
Nero er en stumfilm fra 1922 af J. Gordon Edwards.

## Medvirkende
- Jacques Grétillat som Nero
- Sandro Salvini som Horatius
- Guido Trento som Tullius
- Enzo De Felice som Otho
- Nerio Bernardi
- Adolfo Trouché som Hercules
- Nello Carotenuto som Galba